# Palazzo del Viminale
Il palazzo del Viminale è un palazzo storico di Roma, sede dal 1925 della Presidenza del Consiglio dei ministri e del Ministero dell'interno; nel 1961 la Presidenza del Consiglio della Repubblica Italiana si trasferì a Palazzo Chigi e l'edificio rimase sede del solo dicastero dell'interno.

## Storia
Il palazzo sorge sul colle del Viminale nel rione Monti e fu voluto da Giovanni Giolitti come centro nevralgico del potere esecutivo italiano (all'epoca le cariche di presidente del Consiglio e ministro dell'interno erano quasi sempre ricoperte da una sola persona).
Fu perciò commissionato nel 1911 all'architetto Manfredo Manfredi, che lo progettò appositamente per ospitare le funzioni governative di sede della Presidenza del consiglio e del Ministero dell'interno, che fino ad allora avevano sede a palazzo Braschi. Utilizzato già al completamento del principale corpo di fabbrica nel 1923, fu inaugurato ufficialmente il 9 luglio 1925, da Mussolini, il quale, con l'occasione, inaugurò anche il monumento ai dipendenti del Ministero caduti nella Grande Guerra, realizzato dallo scultore Giuseppe Tonnini su disegno dello stesso architetto Manfredi.
In ogni caso, durante il regime fascista il capo del governo Benito Mussolini preferì utilizzare come sede prima Palazzo Chigi (allora sede del Ministero degli affari esteri) e, dal 1929, Palazzo Venezia. Fu solo dopo il 25 luglio 1943 che il Viminale assunse la funzione di doppia sede della Presidenza del Consiglio e del Ministero dell'interno, che mantenne fino al 1961, allorché la Presidenza del Consiglio fu spostata a Palazzo Chigi e il Ministero degli affari esteri al palazzo della Farnesina. 

## Dislocamento
Il palazzo del Viminale, nei suoi 5 piani, ha centinaia di stanze, collegate da una serie di itinerari incrociati. Degni di nota sono l'imponente ingresso a tre fornici del Palazzo della Presidenza, lo scalone d'onore del Palazzo degli Uffici, la sala del Consiglio dei ministri ed il salone di ingresso dello scalone al piano nobile con le decorazioni in legno pregiato, marmi e stucchi.
Gli uffici di rappresentanza del ministro sono situati in un plesso laterale che si discosta da quello principale verso Est mediante un raccordo ad arco.
Il palazzo principale ospita diverse biblioteche:
- la Biblioteca Centrale al Viminale
- la Biblioteca della Direzione Centrale per l'Amministrazione del Fondo Edifici di Culto
- la Biblioteca della Scuola Superiore dell'Amministrazione dell'Interno
- la Biblioteca della Direzione Centrale per la Documentazione e la statistica

Contiene al suo interno sportelli bancari e postali, diversi bar ed altri servizi.

## Pertinenze ed adiacenze
I giardini e le terrazzature del complesso edilizio sono sopraelevati, confinano in terrapieno con le vie circostanti, stagliandosi dalla quota del piano stradale per diversi metri.
I giardini del retro dividono il plesso principale da pertinenze in forma di villino. Quasi di fronte alla facciata posteriore, infatti, si trova il palazzetto che fu sede del Regio Istituto di Fisica nel quale Enrico Fermi condusse i suoi esperimenti di fisica nucleare insieme ai ragazzi di via Panisperna (così chiamati perché il palazzetto è più vicino all'uscita di via Panisperna). Il palazzetto ospitava anche il Regio Istituto di Chimica.